# Republica Moldova la Jocurile Olimpice de iarnă din 2010

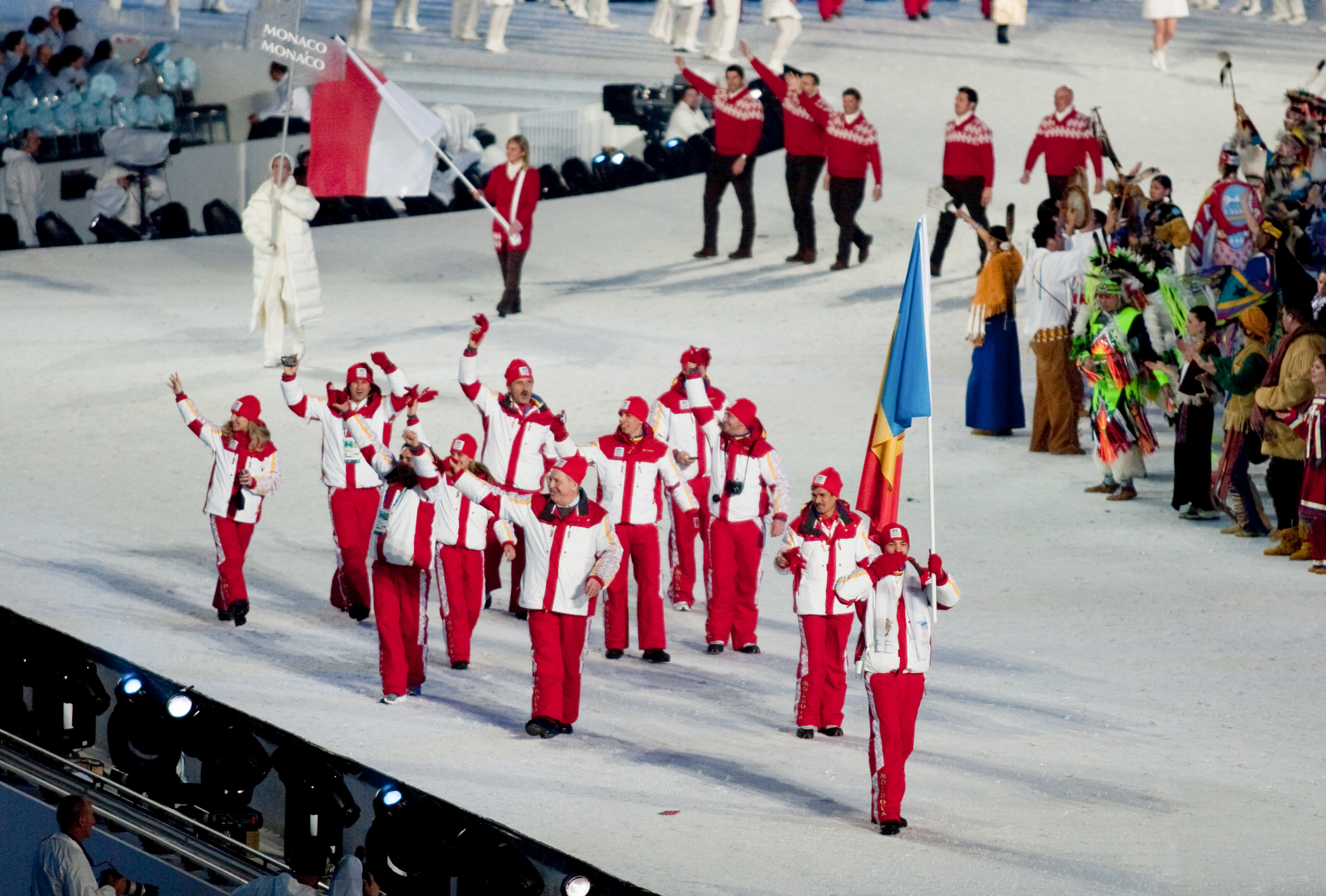
Echipa Republicii Moldova la ceremonia de deschidere.

Republica Moldova a participat la Jocurile Olimpice de iarnă din 2010 cu 7 sportivi care au concurat la 4 sporturi (biatlon, sanie, schi alpin și schi fond). 

## Participarea moldovenească
Republica Moldova a trimis la Vancouver o delegație formată din 7 sportivi (4 bărbați și 3 femei), care au concurat la 3 sporturi cu 9 probe (4 masculine și 5 feminine). Majoritatea sportivilor moldoveni erau străini naturalizați: schiorii Urs Imboden și Christophe Roux erau elvețieni, biatlonista Natalia Levcencova era rusoaică și sănierul Bogdan Macovei era român. 
Alături de cei șapte sportivi, din componența delegației moldovenești făceau parte patru antrenori (Alexandr Hlusovici, Gheorghe Catrici, Hans Daniel Fahrner și Vasile Bejenaru), trei șefi de echipe (Valentin Ciumac, Petru Bria și Vladimir Davidov), un medic, un șef de misiune (Grigore Popovici), președintele CNO (Nicolae Juravschi) și patru ziariști. 
Cel mai bun rezultat obținut de delegația Republicii Moldova a fost locul 28 obținut de schiorul Christophe Roux la proba de slalom masculin. Schioarea Elena Gorohova a participat la cea de-a patra olimpiadă de iarnă, ea concurând atât la biatlon, cât și la schi fond. Schiorul Urs Imboden a abandonat în prima manșă a probei de slalom din cauza ceții dense. La această proba au abandonat mai mult de 40 sportivi din cauza condițiilor meteorologice foarte dificile.
La această ediție a Jocurilor Olimpice, delegația Republicii Moldova nu a obținut nici un punct.

## Biatlon
| Sportiv            | Probă                | Ținte ratate      | Timp               | Loc |
| ------------------ | -------------------- | ----------------- | ------------------ | --- |
| Victor Pînzaru     | 10 km sprint (m)     | 1 (1 + 0)         | 27.52,6 (+3.44,8)  | 70  |
| Victor Pînzaru     | 20 km individual (m) | 3 (0 + 1 + 0 + 2) | 58.42,6 (+10.20,1) | 85  |
|                    |                      |                   |                    |     |
| Natalia Levcencova | 7,5 km sprint (f)    | 2 (1 + 1)         | 22.18,2 (+2.22,6)  | 53  |
| Natalia Levcencova | 10 km pursuit (f)    | 4 (1 + 0 + 0 + 3) | +7.22,5            | 56  |
| Natalia Levcencova | 15 km individual (f) | 2 (0 + 1 + 1 + 0) | 44.34,9 (+3.42,1)  | 37  |

## Sanie
| Sportiv        | Probă      | Rezultat | Rezultat | Rezultat | Rezultat | Rezultat          | Rezultat |
| Sportiv        | Probă      | Manșa 1  | Manșa 2  | Manșa 3  | Manșa 4  | Timp              | Loc      |
| -------------- | ---------- | -------- | -------- | -------- | -------- | ----------------- | -------- |
| Bogdan Macovei | Simplu (m) | 50,425   | 50,175   | 50,423   | 50,331   | 3.21,354 (+8,269) | 33       |

## Schi alpin
| Sportiv         | Probă            | Manșa 1     | Manșa 2 | Total puncte    | Loc           |
| --------------- | ---------------- | ----------- | ------- | --------------- | ------------- |
| Christophe Roux | Slalom uriaș (m) | 1.22,70     | 1.24,42 | 2.47,12 (+9,29) | 44            |
| Christophe Roux | Slalom (m)       | 51,90       | 53,85   | 1.45,75 (+6,43) | 28            |
| Urs Imboden     | Slalom (m)       | a abandonat |         | nu a terminat   | nu a terminat |

## Schi fond
Distanță
| Sportiv             | Probă           | Rezultat          | Rezultat |
| Sportiv             | Probă           | Timp              | Loc      |
| ------------------- | --------------- | ----------------- | -------- |
| Sergiu Balan        | 15 km liber (m) | 42.12,1 (+8.35,8) | 86       |
|                     |                 |                   |          |
| Alexandra Camenșcic | 10 km liber (f) | 31.01,0 (+6.02,6) | 71       |